# 鈴木治太郎
鈴木 治太郎（すずき はるたろう、1875年 - 1966年）は、明治時代後期から昭和にかけての日本の教育学者、心理学者。

## 略歴
1875年生まれ。
1898年、滋賀県私立教育会雑誌に『五段教授法実施に就ての私見』を発表。
1905年に大阪府師範学校附属小学校（現・大阪教育大学附属天王寺小学校）に教諭兼訓導として赴任。翌1906年、同校内に「教育治療室」を設置し、当時「低能児」「劣等児」「学業不振児」と呼ばれた学習障害児童の実態を知るための調査を実施した。
1917年1月20日、大阪府天王寺師範学校に教諭として任官。
1921年（大正10年）の夏には大阪市の視学（教育行政担当官）として大阪市南区の長屋を査察し、保育の必要性を見い出して露天保育の実施を推進した。同年11月5日に実施され、保母の俸給は大阪市から支払われた。
1920年から知能検査を考案したフランスの心理学者アルフレッド・ビネーの手法であるビネー法の日本での標準化に着手し、1925年までに大阪の3814人の児童を対象に標準化を行った。1930年、鈴木ビネー知能検査（実際的個別的知能検査法）を発表。
それ以降も16000人を対象に標準化するなど、世界でも類を見ない研究活動を行い、1956年まで数回の改訂を行い続けた。
1966年死去。

## 業績
鈴木が1930年に発表した知能検査方法は改訂を重ね、現在では、言語性の課題を含めた一般的な知的能力を測る検査としては、成人の精神年齢を測定し古典的定義に基づく知能指数を算出できる尺度となっている。

## 影響
鈴木が行った学習障害児童の実態に関する調査は1940年、戦前唯一の知的障害児を収容する学校・大阪市立思斉学校（現：大阪府立思斉支援学校）の設立に繋がった。
一方、ビネー知能検査を含む知能検査は1940年の国民優生法（1948年の優生保護法）など過度な優生政策や人種政策などに悪用された時代があり、そうした悪用は人権的に肯定しえないが、2007年には障害者の権利条約が締結され、知的障碍者など障害者の尊厳と権利は保障されるようになった。
知能検査は一方で、学校や企業など多くの場で活用されてきた歴史もあり、学習指導や障害者福祉に貢献した。

## 著作
論文
- 『五段教授法実施に就ての私見』、1898年
- 『小学期に於ける男女心性の比較研究』、1900年
- 『学業成績不良児童の原因調査及びこれに対する教育的治療意見』、1908年
- 『敎育相談の向上』、1936年

単著
- 『地理科基礎教授法』、1900年
- 『最近実際問題の研究 : 初等教育』、1910年
- 『実際的個別的智能測定法』、1930年
- 『智能測定尺度の客観的根拠』、1936年
- 『優秀智能児はどんな親から生れるか : 日本の優秀智能児と其の血族の智能との相関研究』、1949年
- 『個別智能測定の手引き : 鈴木ビネー法』、1956年
- 『智能測定尺度の客観的根拠 : 鈴木ビネー法』 、1957年

共著
- 東尾真三郎共著『小学校修身教材着眼研究と具体化研究』 、1913年

翻訳
- 『最近実際問題の研究 : 初等教育』、1910年

第3編第2章にザクセン王国、ヴュルテンベルク王国、プロイセン王国の教育関連法規を和訳で掲載。